# Sandsteinbrüche am Burzelberg bei Frau-Nauses
Die Sandsteinbrüche am Burzelberg bei Frau-Nauses sind ein Naturschutzgebiet in der Gemarkung Wiebelsbach – Frau-Nauses (Stadt Groß-Umstadt) im Landkreis Darmstadt-Dieburg in Südhessen. Es wurde mit Verordnung vom 14. Dezember 1994 ausgewiesen.

## Lage
Der in den 1980er-Jahren stillgelegte Odenwälder Buntsandstein-Steinbruch Am Burzelberg liegt im Naturraum Sandstein-Odenwald nordöstlich von Frau-Nauses, direkt an der Bundesstraße 45 talseitig rechts. Von der B45 sieht man noch die heute blockierte, ehemalige Zufahrt. Das Schutzgebiet umfasst eine Fläche von 19,46 Hektar. Ein nahezu identisches Teilgebiet zählt seit 2008 zum Natura2000-Gebiet „Felswände des nördlichen Odenwaldes“ (EU-Vogelschutzgebiet 6119-402).

## Schutzzweck
Mit der Unterschutzstellung sollen der naturnahe Waldmantel und die angrenzenden, wärmeliebenden Saumgesellschaften erhalten werden. Sie sind Lebensraum für bedrohte Tier- und Pflanzenarten. Zudem sollen die Felswände wegen ihrer geologischen, naturkundlichen und landschaftlichen Bedeutung gesichert werden. Für das Pflegeziel der Wiederansiedlung von Wanderfalken sollen entsprechende Habitatstrukturen geschaffen werden.

## Beschreibung
Der Steinbruch liegt am Rand eines größeren Waldgebietes. Die zum Natur- und Vogelschutzgebiet gehörenden Wälder wurden teilweise aus der forstlichen Bewirtschaftung genommen. Die größte Abbauwand weist eine Höhe von etwa 25 bis 30 Meter auf. Ihre Wände sind mit einigen Kiefern und Birken bewachsen. Außerdem existieren noch drei kleinere Brüche, die teilweise zugewachsen sind. Erfolgreiche Bruten des Wanderfalken wurden im Gebiet von 1995 bis 2010 nachgewiesen. Im Jahr 2011 hielten sich Wanderfalken zwar im Steinbruch auf, brüteten jedoch nicht. Seit 2009 brütet im Steinbruch der Uhu.

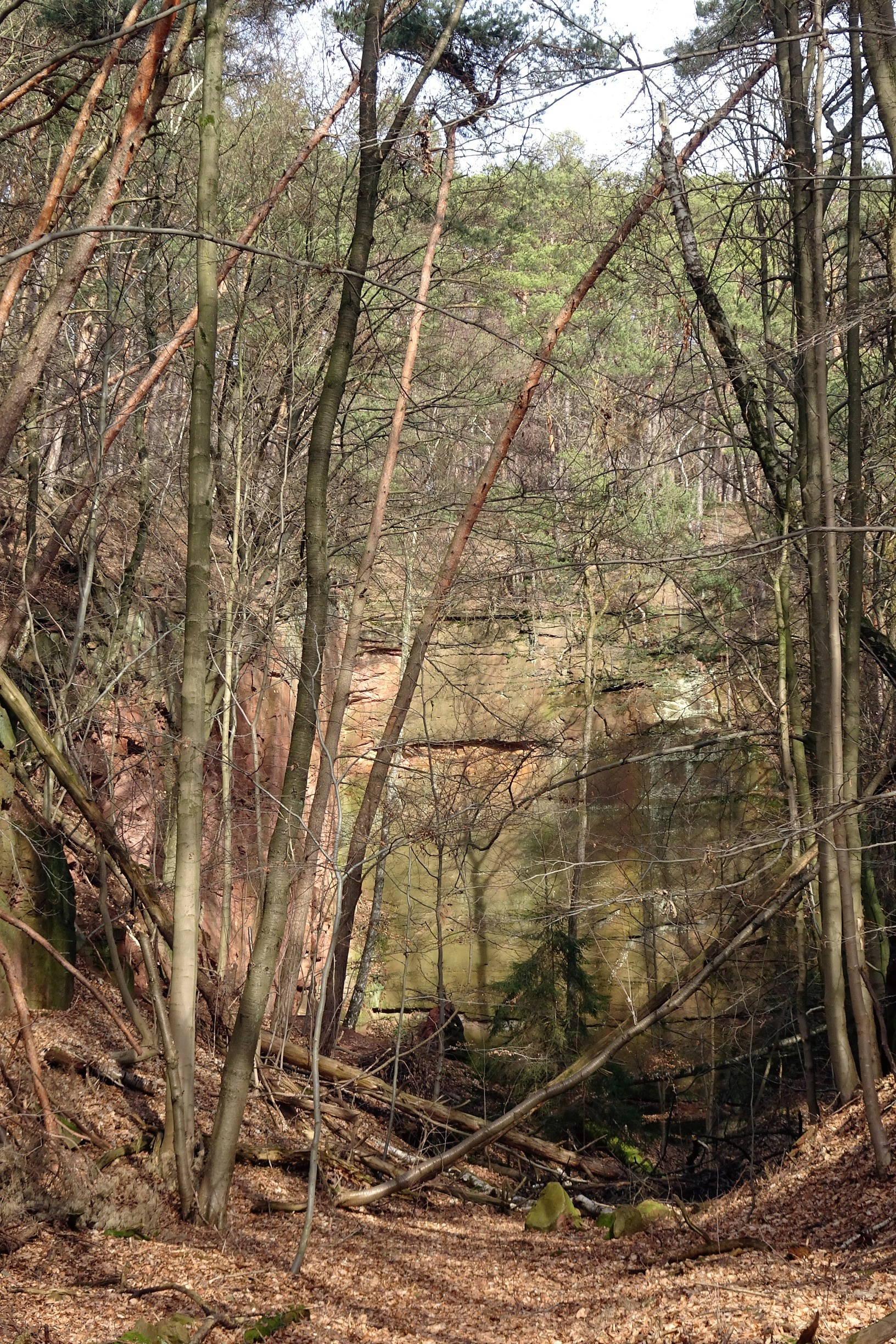
Wald an den Steinbrüchen (2021)
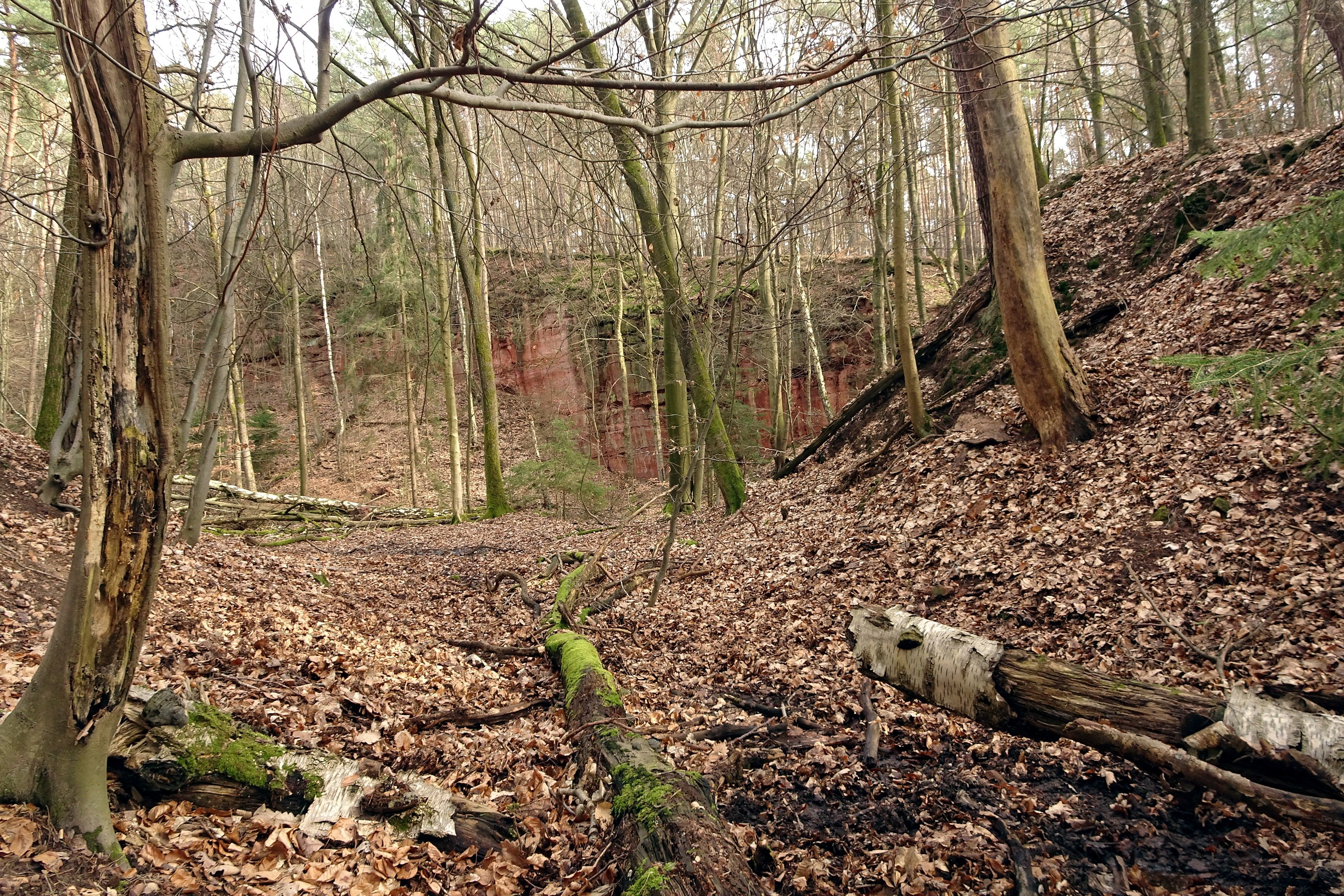
Wald an den Steinbrüchen (2021)
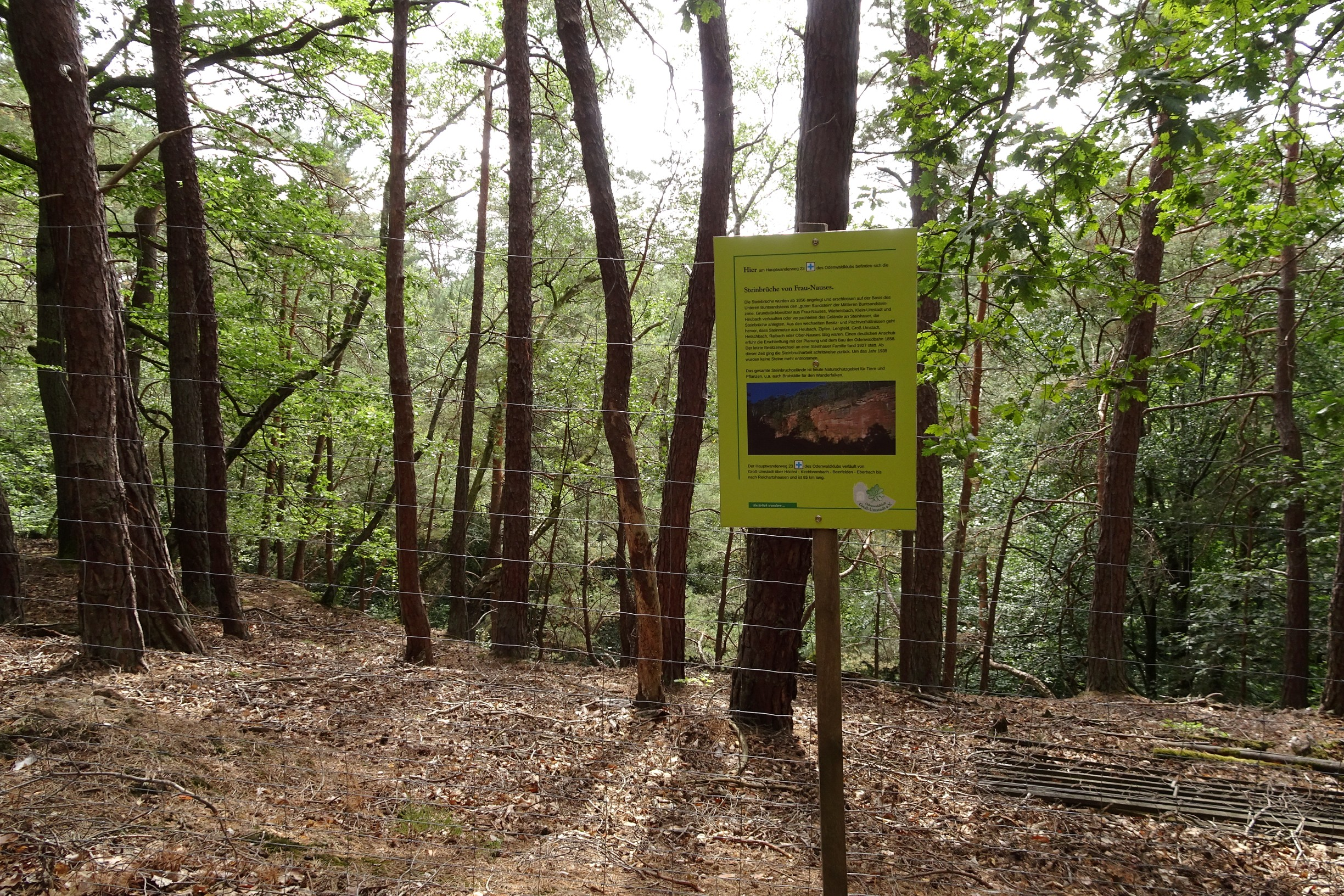
Wald oberhalb der Steinbrüche (2020)
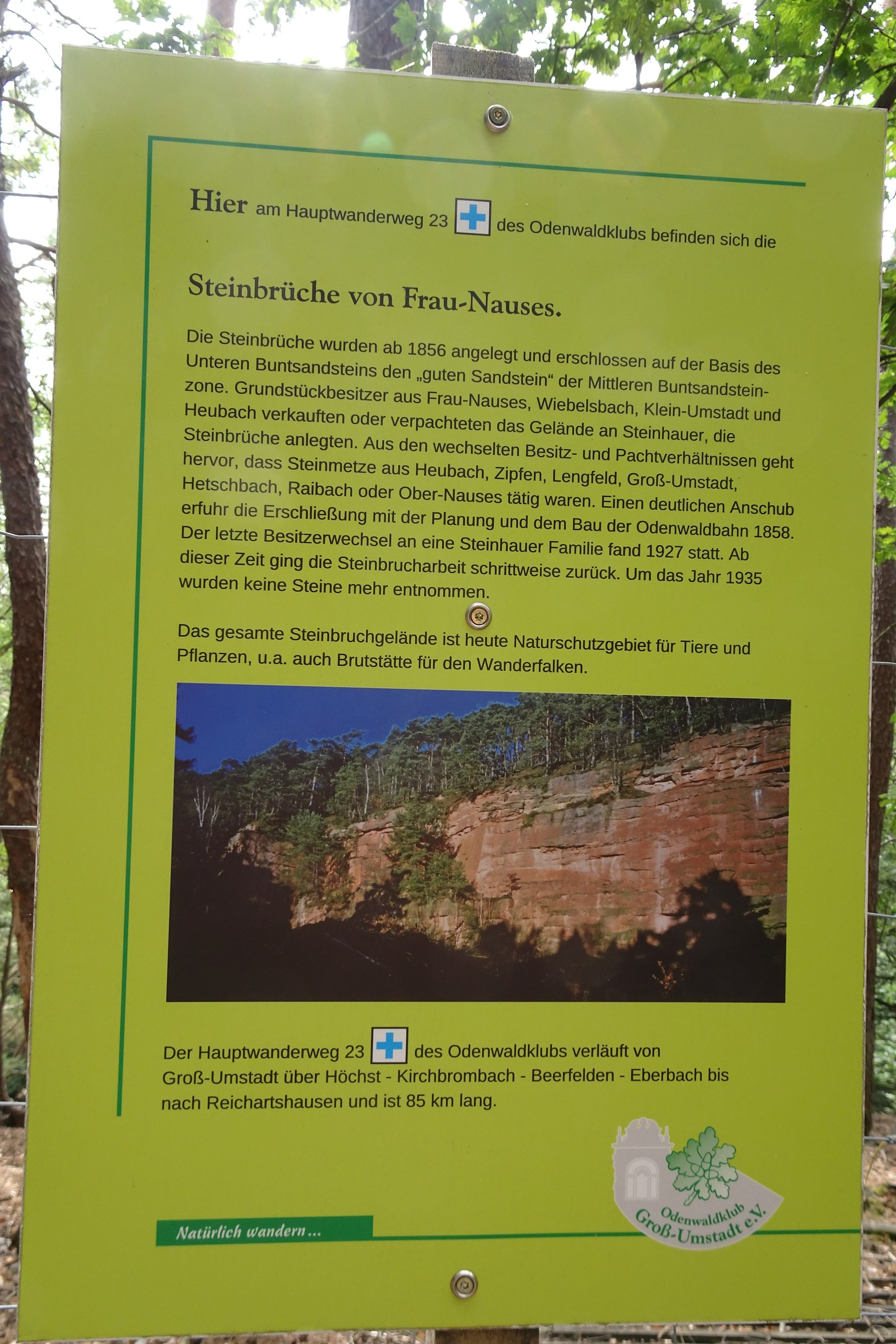
Informationstafel am Naturschutzgebiet (2020)
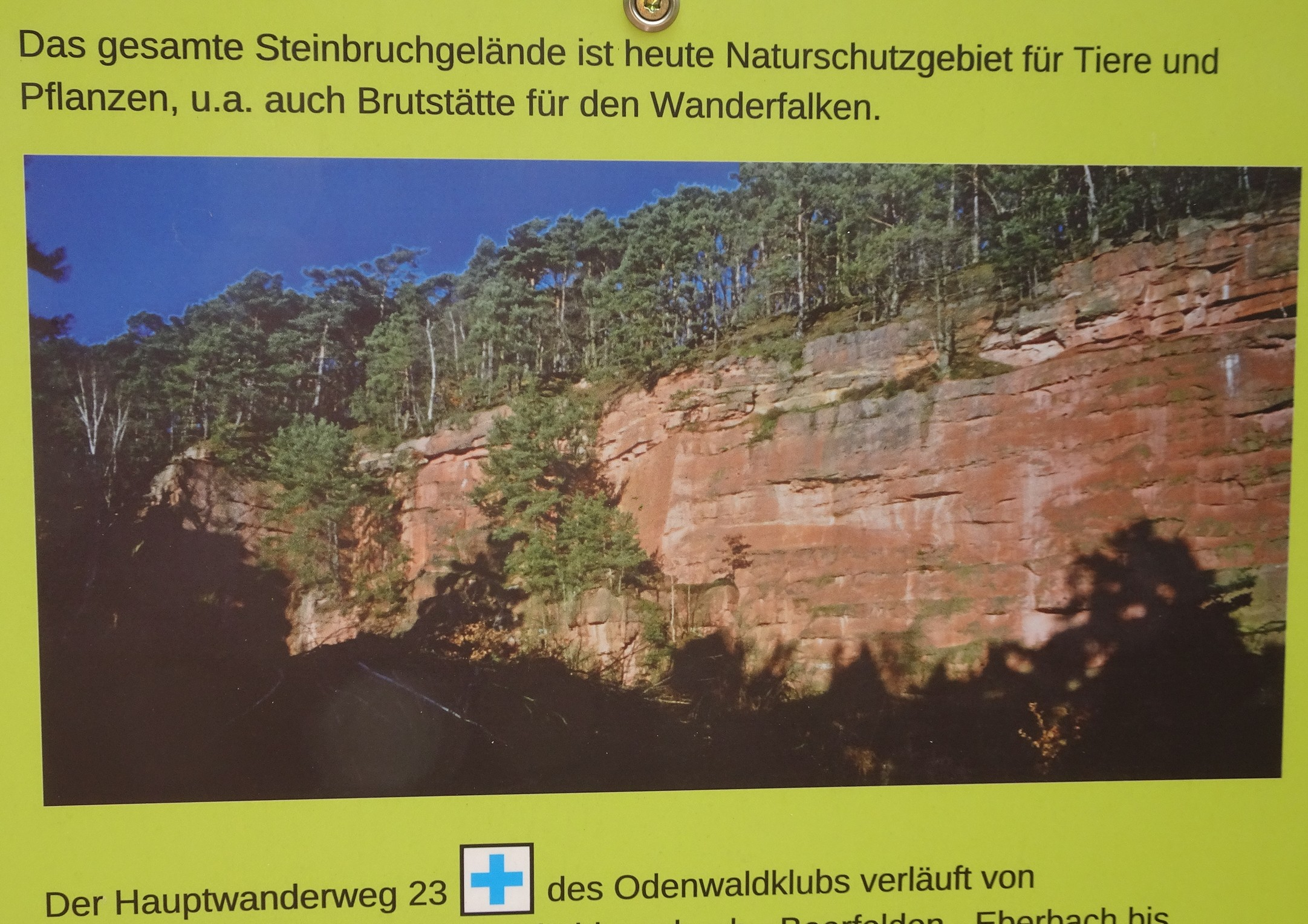
Informationstafel (2020)

## Beeinträchtigungen
Schon vor der Unterschutzstellung 1994 war der aufgelassene Steinbruch als Klettergebiet Silberwald bekannt. Der Klettersport ist im Naturschutzgebiet derzeit weiterhin zugelassen, beschränkt auf ein schmales Flurstück (Flur 2, Nr. 11) und die Zeit vom 15. Juli bis 30. November. Um die Bruten von Wanderfalke und Uhu nicht zu stören, war 2011 eine Vollsperrung für Kletterer empfohlen worden. In unmittelbarer Nähe des Steinbruches führt außerdem eine stark befahrene Bundesstraße vorbei.